# Église Saint-Louis d'Huningue
L'église Saint-Louis est un monument historique situé à Huningue, dans le département français du Haut-Rhin.

## Localisation
Ce bâtiment est situé au 23, rue Barbanègre à Huningue.

## Historique
Construite d'après les plans de l'ingénieur Jacques Tarade et seul vestige important subsistant de l'ancienne forteresse édifiée par Vauban en 1679-1680, il présente deux caractères particuliers : en qualité d'église de garnison, c'est un bâtiment militaire et il introduit en Alsace des formes nouvelles de l'époque.
L'édifice fait l'objet d'une inscription au titre des monuments historiques depuis 1938.